# August Kappler
August Kappler (Mannheim, 11 de noviembre de 1815-Stuttgart, 20 de octubre de 1887) era un investigador, naturalista y explorador alemán que era natural de Mannheim. Es reconocido como el fundador de Albina (Surinam).
A partir de enero de 1836, Kappler fue destinado a Surinam como soldado y miembro del servicio colonial holandés. Allí tuvo la oportunidad de explorar el país, y en el proceso, amasar una gran colección de insectos y plantas. En 1854 publicó un libro que implica sus experiencias en la colonia holandesa durante el tiempo pasado como miembro del servicio colonial.
Después de que se cumplieron sus deberes militares, pasó los años 1842 a 1846 con base en Paramaribo, desde donde vendía las mariposas que fueron recolectadas a nivel local. En esta última parte de 1846, había ganado el dinero suficiente para comprar una parcela de tierra cerca del río Marowijne. Aquí él pasó los siguientes 33 años de su vida, trabajando como comerciante, agricultor, oficial de correos, etc. Llamó a su casa "Albina", por su novia Albina Josefine Liezenmaier. Dentro de la década, Albina se convertiría en un pequeño asentamiento con un puñado de colonos europeos.
En 1879 Kappler dejó Suriname y regresó a Alemania, posteriormente realizó la publicación de dos libros sobre sus experiencias en la colonia holandesa. Murió en Stuttgart, a la edad de 71 años, y en su funeral, su ataúd fue cubierto con la bandera de los Países Bajos.

## Algunas publicaciones
- Sechs Jahre in Surinam oder Bilder aus dem militärischen Leben dieser Kolonie und Skizzen zur Kenntnis seiner sozialen und naturwissenschaftlichen Verhältnisse, (Six years in Suriname or images from the military life of this colony and sketches to its social and scientific conditions); Stuttgart 1854.
- Holländisch-Guiana; Erlebnisse und Erfahrungen während eines 34 jährigen Aufenthalts in der Kolonie Surinam, (Dutch Guiana; Experiences during a 34-year stay in the colony of Surinam); Stuttgart 1881.
- Surinam, sein Land, seine Natur, Bevölkerung und seine Kultur-Verhältnisse mit Bezug auf Kolonisation, (Suriname, The country, its nature, population and cultural conditions with respect to colonization); Stuttgart 1887.

## Eponimia
Especies, más de 60
- (Apocynaceae) Anisolobus kappleri Miq.[1]
- (Celastraceae) Cuervea kappleriana (Miq.) A.C.Sm.[2]
- (Clusiaceae) Rheedia kappleri Eyma[3]
- (Hymenophyllaceae) Didymoglossum kapplerianum (Sturm) Ebihara & Dubuisson[4]
- (Marantaceae) Goeppertia kappleriana (Körn. ex Horan.) Borchs. & S.Suárez[5]
- (Melastomataceae) Bractearia kappleri Steud. ex Cogn.[6]
- (Orchidaceae) Oncidium kappleri Rchb.f. ex Lindl.[7]